# V5856 Стрельца

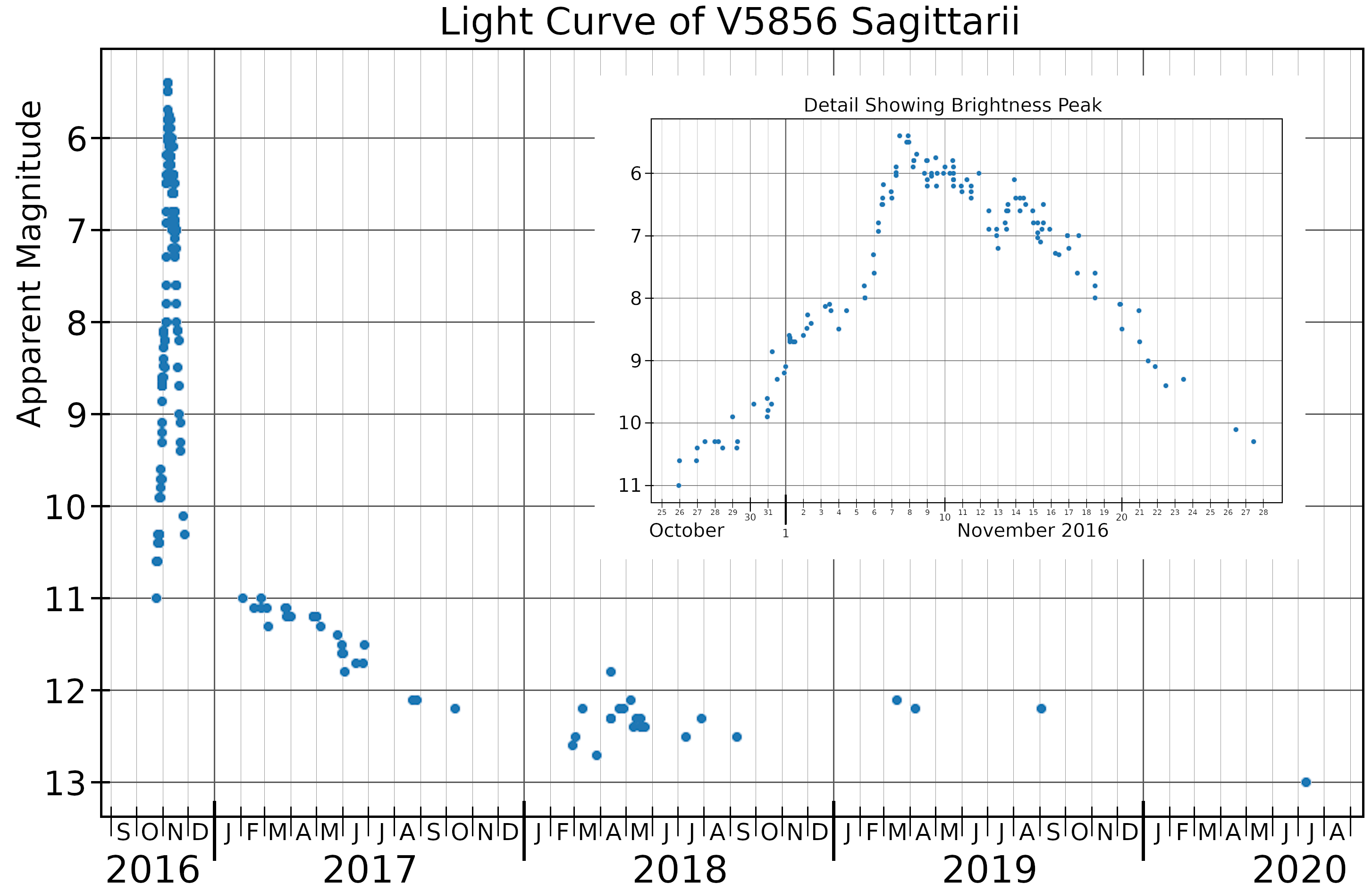
Кривая блеска V5856 Стрельца, построенная по данным AAVSO

V5856 Стрельца, также Новая Стрельца 2016 года номер 4 — четвёртая по хронологическому порядку и первая по яркости новая, вспыхнувшая в созвездии Стрельца в 2016 году. Объект был открыт 25 октября 2016 года в рамках обзора All Sky Automated Survey for SuperNovae и получил название ASASSN-16ma, в момент обнаружения новая имела видимую звёздную величину 13,7. Новая была независимо открыта Юкио Сакураи из Японии 26 октября 2016 года, к этому времени новая достигла видимой звёздной величины 10,4. Максимальный блеск 5,4 звёздной величины позволил наблюдать новую невооружённым глазом, данное значение было достигнуто 8 ноября 2016 года. Новая вспыхнула в области, наблюдавшейся в проекте OGLE, данная группа исследователей сообщила, что до вспышки не наблюдалось звёзд ярче 22-й звёздной величины (в полосе I) в этой точке неба до момента вспышки.
V5856 Стрельца быстро снизила свой блеск, за 11,3 дня блеск упал на 2 звездные величины, а за 14,5 дней — на 3 звёздные величины. По классификации Сесилии Пейн-Гапошкиной объект относят к быстрым новым. На кривой блеска наблюдались два пика: один соответствовал свободному расширению вещества, выброшенного в ходе вспышки, и, примерно неделю спустя, наблюдался второй яркий пик, совпавший по времени с обнаружением гамма-излучения телескопом Fermi-LAT. Первый пик регистрировался в разные моменты времени при наблюдении на разных длинах волн, но второй пик на всех длинах волн наблюдался в одно и то же время.
Все новые являются двойными звездами, в которых звезда-донор обращается по орбите рядом с белым карликом. Две звезды находятся настолько близко друг к другу, что вещество перетекает со звезды-донора на белый карлик. В случае V5856 Стрельца отсутствие обнаружения объекта-предшественника в проекте OGLE показывает, что объект-донор может являться карликовой звездой.